# Nová Ves, České Budějovice
Nová Ves là một làng thuộc huyện České Budějovice, vùng Jihočeský, Cộng hòa Séc.